# Slaget om Hongkong
Slaget om Hongkong var ett slag under stillahavskriget. Kombattanterna var Storbritannien med sina allierade och Japan. Japan gick segrande ur striden och ockuperade därmed Hongkong, som hade varit en brittisk koloni. Slaget pågick 8-25 december 1941. Det började endast åtta timmar efter attacken mot Pearl Harbor.